# 峨州
峨州，唐朝时设置的州，為當時的羈縻州。
治所位於今中華人民共和國贵州省荔波县东北。辖境相当今贵州省打狗河上游地区。隸屬於黔州。南宋后被廢除。 